# Sénat (Kenya)
Pour les autres articles nationaux ou selon les autres juridictions, voir Sénat.
13e législature
Bâtiment du Parlement
Le Sénat (en anglais : Senate ; en swahili : Seneti) est la chambre haute du Parlement du Kenya. Il exerce, conjointement avec l'Assemblée nationale, le pouvoir législatif. Il est composé de 68 sénateurs élus pour une durée de cinq ans.

## Histoire
La conférence de Lancaster House (en) de 1963 met en place la première Constitution du Kenya indépendant qui, dans son article 34-2, instaure un parlement bicaméral avec une Chambre des représentants (House of Representatives) et un Sénat, représentant les 41 districts administrafifs du pays, qui a un rôle de modérateur vis-à-vis du pouvoir de la chambre basse. Les sénateurs sont élus pour un mandat de six ans et le premier président (Speaker) est Timothy Chitasi Muinga Chokwe.
En 1966, l'amendement à la Constitution no 19 par Jomo Kenyatta dissous le Sénat et les Assemblées provinciales. Le Sénat est absorbé par l'Assemblée nationale.
La nouvelle Constitution de 2010 réinstaure un parlement bicaméral avec une Assemblée nationale et un Sénat. Bien que le Kenya ne soit pas, stricto sensu, un État fédéral, le Sénat représente les 47 comtés qui possèdent une semi-autonomie par rapport au gouvernement central.
Le nouveau partage des pouvoirs est effectif depuis le 28 mars 2013, date de la prestation de serment des sénateurs et des députés élus lors des élections générales du 4 mars 2013. Faute de place, la séance d'investiture et les réunions des sénateurs doivent se tenir dans l’amphithéâtre du centre de conférence international Kenyatta de Nairobi et non au Parlement.

## Système électoral
Le Sénat est composé de 68 sièges pourvus pour cinq ans, dont 47 pourvus au suffrage direct uninominal à un tour dans un même nombre de circonscriptions correspondant aux 47 comtés du Kenya. Vingt autres sièges sont répartis aux partis en proportion de leur part des sièges pourvus au suffrage direct, dont seize réservés aux femmes, deux aux jeunes et deux autres aux handicapés, à raison d'un jeune et d'un handicapé de chacun des deux sexes. Enfin, le président du Sénat est élu ex officio par les députés et en devient membre de droit,.